# Biatlonový areál Hraběnka
Biatlonový areál Hraběnka se nachází 1 km jižně od Jilemnice v okrese Semily v Královéhradeckém kraji. Je situován na Hrubém kopci ve výšce 500 m n. m. Je zde částečně osvětlená asfaltová dráha v délce 2,7 km pro in-line bruslení a kolečkové lyže a až 10 km dlouhé okruhy v lese pro běh na lyžích a biatlon. Střelnice obsahuje 20 stavů. Je součástí Všesportovního areálu Hraběnka.
Působí zde Klub biatlonu Jilemnice, mezi jehož odchovance patří zejména držitelé olympijských medailí Veronika Vítková a Jaroslav Soukup.

## Další fotografie

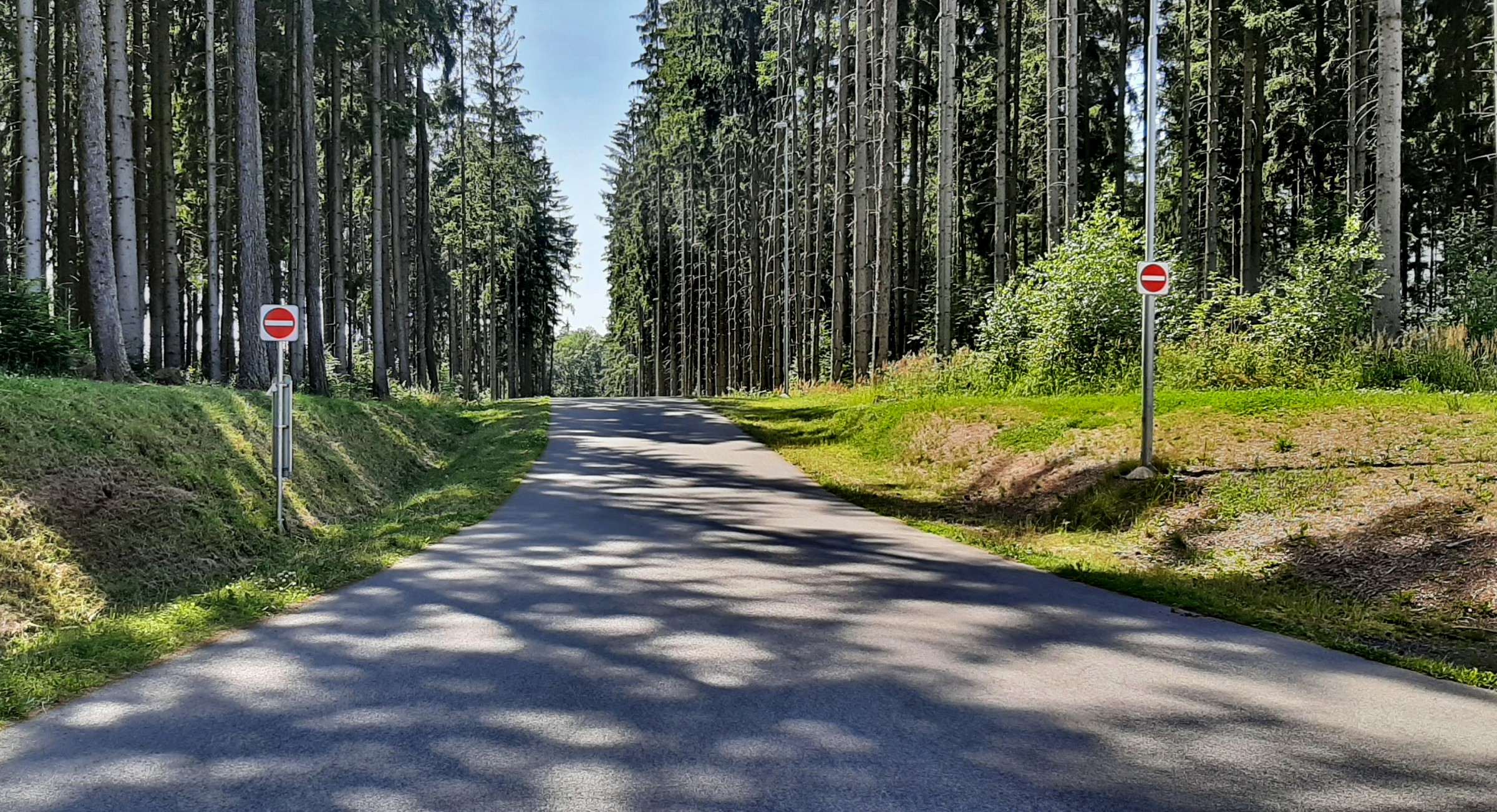
Asfaltové tratě
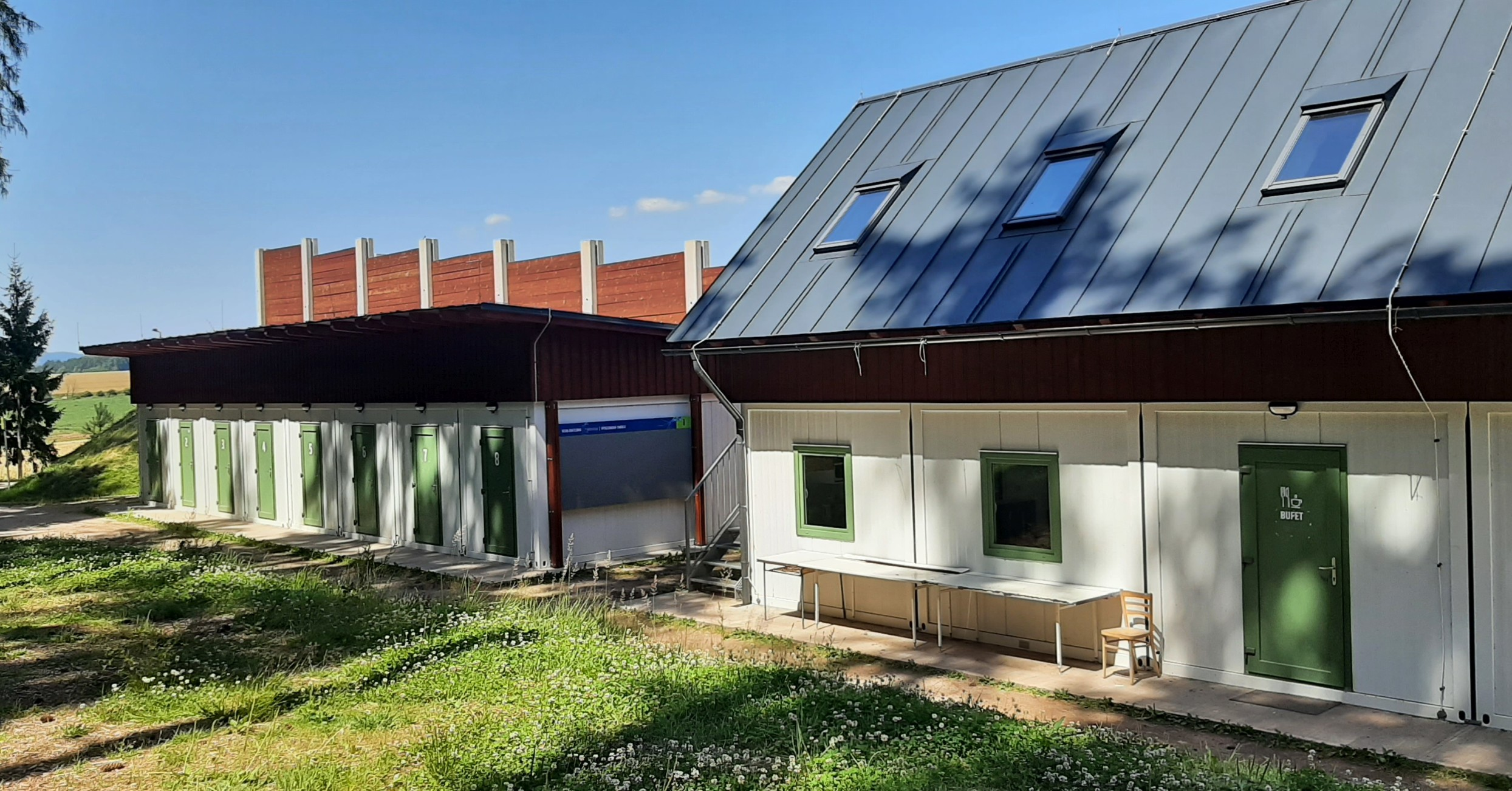
Zázemí stadionu
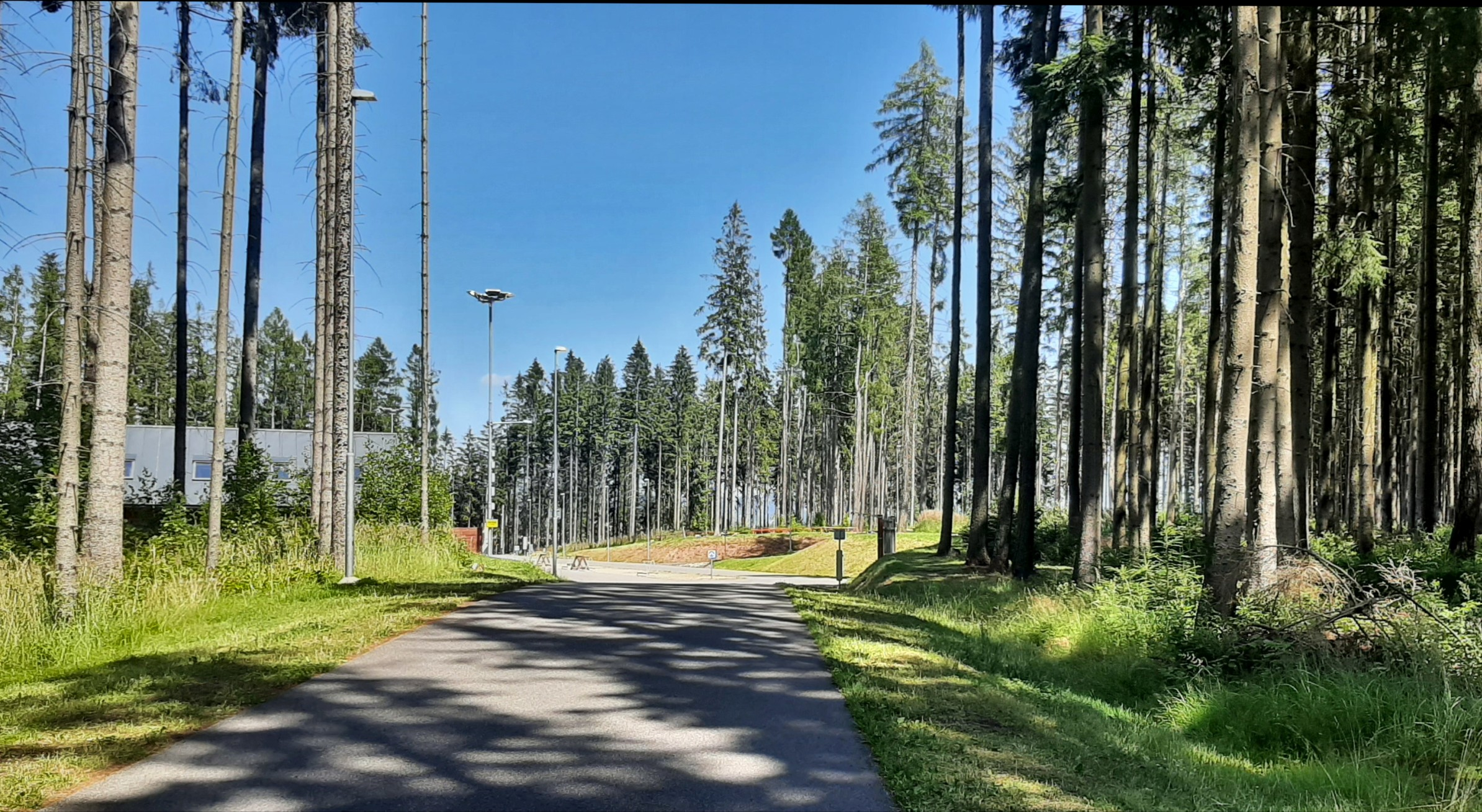
Příjezd na střelnici